# Plato miranda
Espèce
Synonymes
- Wendilgarda miranda Brignoli, 1972

Plato miranda est une espèce d'araignées aranéomorphes de la famille des Theridiosomatidae.

## Distribution
Cette espèce est endémique du Venezuela. Elle se rencontre au Miranda dans la grotte Cueva Alfredo Jahn et au Lara dans le parc national Yacambú.

## Description
Le mâle holotype mesure 1,99 mm et la femelle paratype 2,51 mm.
Le mâle décrit par Prete et Brescovit en 2024 mesure 2,2 mm et la femelle 2,3 mm.

## Systématique et taxinomie
Cette espèce a été décrite sous le protonyme Wendilgarda miranda par Brignoli en 1972. Elle est placée dans le genre Plato par Coddington en 1986.

## Étymologie
Son nom d'espèce lui a été donné en référence au lieu de sa découverte, l'État de Miranda.

## Publication originale
- Brignoli, 1972 : « Sur quelques araignées cavernicoles d'Argentine, Uruguay, Brésil et Venezuela récoltées par le Dr P. Strinati (Arachnida, Araneae). » Revue Suisse de Zoologie, vol. 79, p. 361-385 (texte intégral).